# The Quatermass Conclusion (film)
Quatermass Conclusion: La Terra esplode (The Quatermass Conclusion) è un condensato cinematografico della serie televisiva di fantascienza britannica Quatermass Conclusion - La Terra esplode (Quatermass) del 1979, diretto da Piers Haggard e scritto da Nigel Kneale. Costituisce il quarto e ultimo capitolo della serie di film cinematografici incentrati sul personaggio del professor Quatermass, cui segue un film per la televisione del 2005, The Quatermass Experiment.